# 马里奥·巴斯勒
马里奥·巴斯勒（德語：Mario Basler，1968年12月18日—），德国前男子足球运动员，场上位置是中场。他曾代表德国国家队参加1994年国际足联世界杯，结果队伍止步八强。